# Heather Thomson (Leichtathletin)
Heather Thomson (in zweiter Ehe Matthews; * 1946) ist eine ehemalige neuseeländische Mittel- und Langstreckenläuferin.
1968 heiratete sie den Radfahrer Richie Thomson, von dem sie einige Jahre lang trainiert wurde, bevor sie schließlich von Arthur Lydiard betreut wurde.
Bei den Crosslauf-Weltmeisterschaften 1973 in Waregem kam sie auf den 28. Platz. 1975 wurde sie bei den Crosslauf-WM in Rabat Sechste und gewann mit der Mannschaft Silber. 1977 in Düsseldorf folgte ein 13. Platz in der Einzelwertung und Team-Bronze.
1978 gewann sie bei den Commonwealth Games in Edmonton Silber über 3000 m. Bei den Crosslauf-WM 1979 in Limerick belegte sie den 20. Platz.
Wegen einer Fußoperation pausierte sie einige Jahre lang. Nachdem sie mit ihrem zweiten Ehemann Jeff eine Laufgruppe gegründet hatte, nahm sie wieder an Wettkämpfen teil und gewann 1985 den Rotorua-Marathon in 2:48:00 h.
1969 wurde sie Neuseeländische Meisterin im Meilenlauf, 1973 sowie 1975 im Crosslauf und 1978 sowie 1979 über 3000 m.
Nach einem Berufsleben als Schauwerbegestalterin und Innenarchitektin begann sie mit 58 Jahren ein Kunststudium und ist nun als Kunstlehrerin tätig.

## Bestzeiten
- 1500 m: 4:16,6 min, 13. März 1976
- 3000 m: 9:07,4 min, 18. März 1978, Auckland (ehemaliger neuseeländischer Rekord)